# Axel Jonsson Fjällby
Axel Jonsson-Fjällby, född 10 februari 1998 i Stockholm, är en svensk professionell ishockeyspelare som spelar för Brynäs IF i SHL.
Han har tidigare spelat för Djurgårdens IF i SHL och Winnipeg Jets. Hans moderklubb är Värmdö HC.
Jonsson Fjällby draftades som 147:e spelare av Washington Capitals i NHL-draften 2016.
Han skrev på ett treårigt entry level-kontrakt med Capitals den 2 maj 2018.

## Klubblagskarriär

### Västerviks IK
Den 14 september 2020 skrev Jonsson-Fjällby på ett låneavtal med Västerviks IK i Hockeyallsvenskan. Han gjorde sin debut den 2 oktober 2020 när man slog AIK på Hovet med 4–2. Dagen efter gjorde han sitt första och andra poäng för klubben när han gjorde två assist i en 4–3-vinst mot Mora IK i Smidjegrav Arena.
Första målet i Västervik kom den 20 oktober 2020 när laget ännu en gång möte Mora IK på bortaplan. Han gjorde två mål och en assist i matchen som laget förlorade med 4–3 på straffar.
Den 8 januari 2021 lämnade Jonsson-Fjällby Västervik för att återvända till Washington Capitals organisation. Han gjorde under sin tid i klubben 25 framträdanden där han noterade för 4 mål och 11 assist.

### Washington Capitals
Den 9 november 2021 gjorde Jonsson-Fjällby NHL-debut i Capitals när man besegrade Buffalo Sabres med 5–3. Den 16 mars 2022 gjorde han sitt första mål i NHL när laget vann med 4–3 på straffar mot New York Islanders.